# Уго Сіке
Уго Сіке (нід. Hugo Siquet, нар. 9 липня 2002, Марш-ан-Фамен, Бельгія) — бельгійський футболіст, фланговий захисник клубу «Брюгге» та збірної Бельгії.

## Ігрова кар'єра

### Клубна
Уго Сіке є вихованцем клубу «Стандард». У липні 2020 року він підписав з клубом перший професійний контракт. Дебютну гру в основі Сіке провів у листопаді того року у матчі Ліги Європи проти польського «Леха». Вже через кілька днів Сіке зіграв першу гру за команду у чемпіонаті Бельгії.
В зимове міжсезоння сезону 2021/22 Сіке перейшов до німецького «Фрайбурга». Але в Бундеслізі футболіст провів лише три поєдинки й в січні 2023 року повернувся до Бельгії, де залишок сезону 2022/23 грав в оренді в клубі «Серкль Брюгге».
У липні 2024 року перейшов у «Брюгге», підписавши контракт на чотири роки.

### Збірна
У 2019 році Уго Сіке у складі збірної Бельгії (U-17) взяв участь у юнацькій першості Європи, що проходив в Ірландії.
Влітку 2023 року футболіст потрапив до заявки молодіжної збірної Бельгії для участі в молодіжному чемпіонаті Європи на полях Румунії та Грузії.

## Титули і досягнення
- Володар Кубка Бельгії (1):

«Брюгге»: 2024–2025
- Володар Суперкубка Бельгії (1):

«Брюгге»: 2025